# 三才图会续集
《三才圖會續集》，古琴譜，明王洪州、思義父子纂集。

## 琴譜介紹
在王思義所撰的續集人事一卷中首頁標題《鼓琴圖》內容有手指全稱圖、右手左手指法圖，再次爲《辨指》、《八法》、《勾琴總字母》、《右手左手指法》，又精考右手左手指法及用指甲法。附收五意及商角意，共六曲。
《三才圖會》是一部以圖錄爲中心材料的類書，顧秉謙在此書總序中說：“世多訾此不過朿哲慢戲之流，不如以其金鋟風雅……”就是指王氏收集材料，多自“市肆”。六曲都是取自民間藝人之傳，在列舉《宮意》各曲時特提到楊表正《遇仙吟》和《浩浩歌》，說明這六曲正是當時民間流傳比較普遍的材料。